# Entzheim
 Entzheim (en alsacià Anze) és un municipi francès, situat a la regió del Gran Est, al departament del Baix Rin. L'any 1999 tenia 1.494 habitants.
Forma part del cantó de Lingolsheim, del districte d'Estrasburg i de la Strasbourg Eurométropole.

## Demografia
| 1962 | 1968  | 1975  | 1982  | 1990  | 1999  |
| ---- | ----- | ----- | ----- | ----- | ----- |
| 944  | 1.153 | 1.092 | 1.173 | 1.796 | 1.855 |

## Administració
| Període   | Identitat     | Partit |
| --------- | ------------- | ------ |
| 2001-2008 | Philippe Debs | UMP    |
| 2008-     | Jean Humann   |        |